# Водянські і Іванівські Кічугури
Водянські і Іванівські Кічугури — ботанічний заказник місцевого значення. Об'єкт розташований на території Кам'янсько-Дніпровського району Запорізької області, околиця села Водяне.
Площа — 3 га, статус отриманий у 1980 році.
Статус надано з метою збереження місць зростання лікарських рослин. Охороняється ділянка лісового фонду, де на узліссях і галявинах зростають череда, чистотіл, буркун, звіробій, деревій, цмин.